# Gilles Hourgières
Gilles Hourgières, de son vrai nom Paul André Georges Huillier, né le 12 mai 1870 à Bagneux et mort le 23 mai 1919 à Paris à l'âge de 49 ans, est un ancien pilote automobile français. 

## Biographie

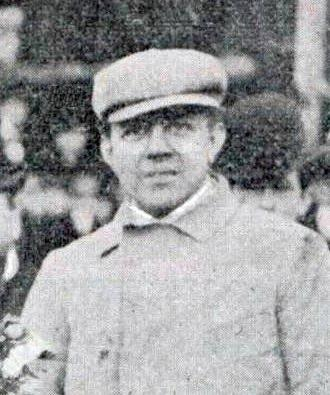
Gilles Hourgières en avril 1900.

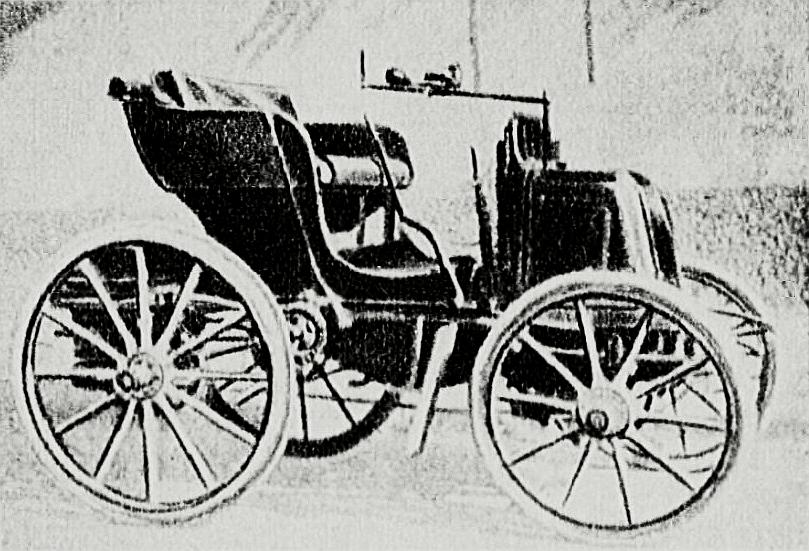
La Panhard 6HP vainqueur des catégories voitures aux Paris-Dieppe et Paris-Trouville 1897 avec Gilles Hourgières.

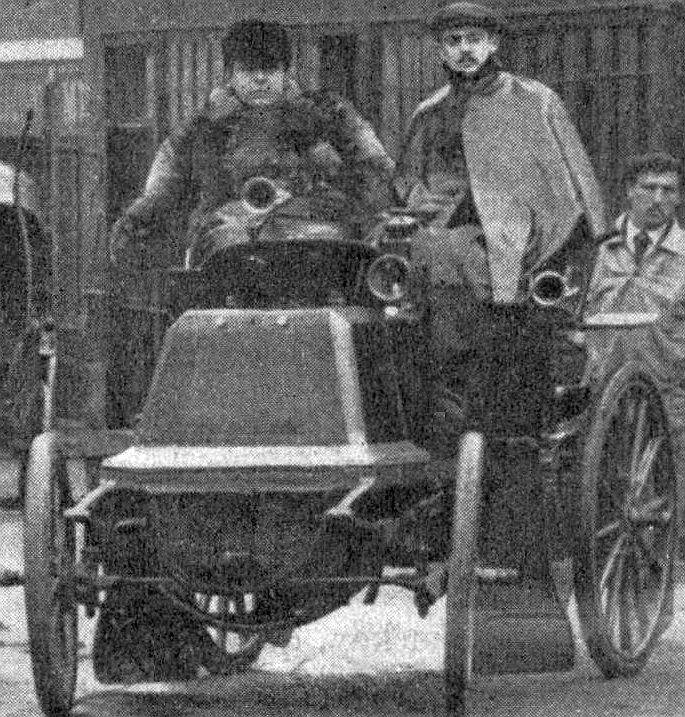
Gilles Hourgières sur Panhard, deuxième de Marseille-Hyères-Nice en mars 1898 (départ, mécanicien Pognon).

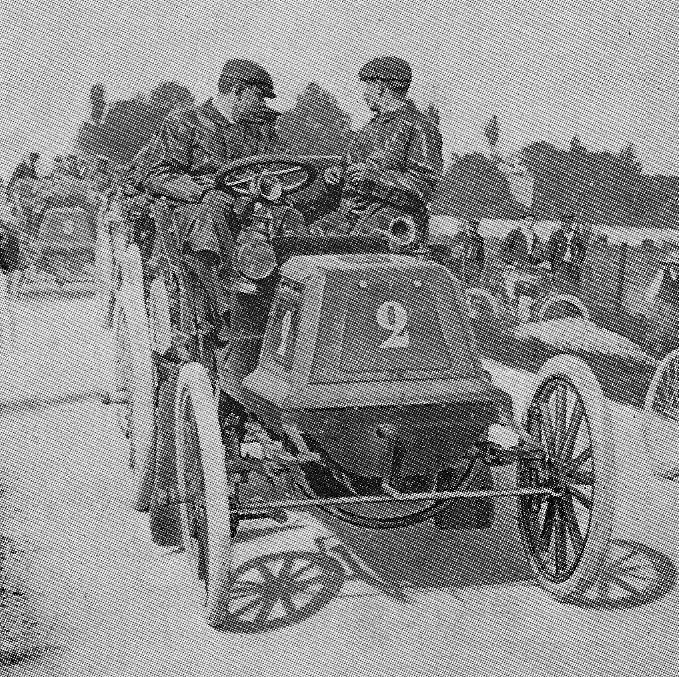
Gilles Hourgières, lors du Paris-Amsterdam-Paris 1898 (12e).

Paul André Georges Huillier est le fils de Paul Huillier, président de la chambre des notaires de Paris, et de Marie Maxime Lejeune de Bellecour (petite-fille d'Hippolyte Lejeune de Bellecour). Son père est le propriétaire du château de Courcelles-le-Roy près de Châtillon-sur-Loire (dans le Loiret), grâce à son mariage avec une Lejeune de Bellecour qui était sa cousine par alliance.
Gilles Hourgières est durant sa jeunesse un cycliste amateur. Il affronte Max Lebaudy durant une course fin février 1894 longue de 25 kilomètres au Vélodrome d'hiver, remportée par ce dernier.
En tant que pilote automobile, il court successivement pour Panhard & Levassor (de 1897 à 1900) et Mors (en 1900 et 1901). Il obtient avec Panhard & Levassor quatre podiums en compétition, pour une dizaine de départs (dont trois avec Mors). Sa première apparition a lieu lors du Paris-Trouville de juillet 1897, où il finit premier des voitures, à 28 min 7 s du cycle de Paul Jamin. Sa dernière participation s'effectue sur le Paris-Berlin de juin 1901, à l'issue duquel il est classé douzième. 
À la fin du mois de mai 1898, il se bat en duel à l'épée dans la propriété du comte Jules-Albert de Dion à Puteaux contre M. Delaville Le Roulx (de la famille de Joseph Delaville Le Roulx), avec pour témoins personnels les comtes de Borda (de la famille de Jean-Charles de Borda) et de Dion (témoins de son adversaire messieurs de Fitz. James et Metmann). Au bout de six reprises décrites comme « acharnées », P. Huillier fils blesse Delaville Le Roulx à la main par pénétration, ce qui met fin au combat.
Marié avec Suzanne Carnaud, fille de l'industriel Jules Joseph Carnaud (Forges de Basse-Indre), il est le grand-père de Bertrand des Garets.
Il meurt à son domicile, 6 rue de Franqueville (16e arrondissement de Paris), en 1919. Il est enterré au cimetière de Bayeux (Hauts-de-Seine). Il avait deux frères, Henri et Georges.

## Podiums
Les performances suivantes ont été effectuées sur Panhard.
- 2e de Paris-Trouville 1897 (6HP, et vainqueur de la catégorie véhicule lourd) ;
- 2e de Marseille-Nice 1898 ;
- 2e de Nice-Marseille 1900 ;
- 3e de Paris-Dieppe 1897 (vainqueur de la catégorie véhicule lourd[6]).

## Victoire étape
- Château d'Ardenne-Nijmegen, la deuxième étape du Paris-Amsterdam-Paris 1898 (longue de plus de 251 kilomètres, et 12e au général sur Panhard 2 places à moteur Phénix 8HP).

(Nota bene : pilote également 4e du Circuit du Sud Ouest en 1900 avec Panhard, sur une boucle Pau-Tarbes-Riscles-Saint Sever-Dax-Majendie-Bayonne-Peyrehorade-Orthez-Pau.)